# Svarvargatan, Stockholm

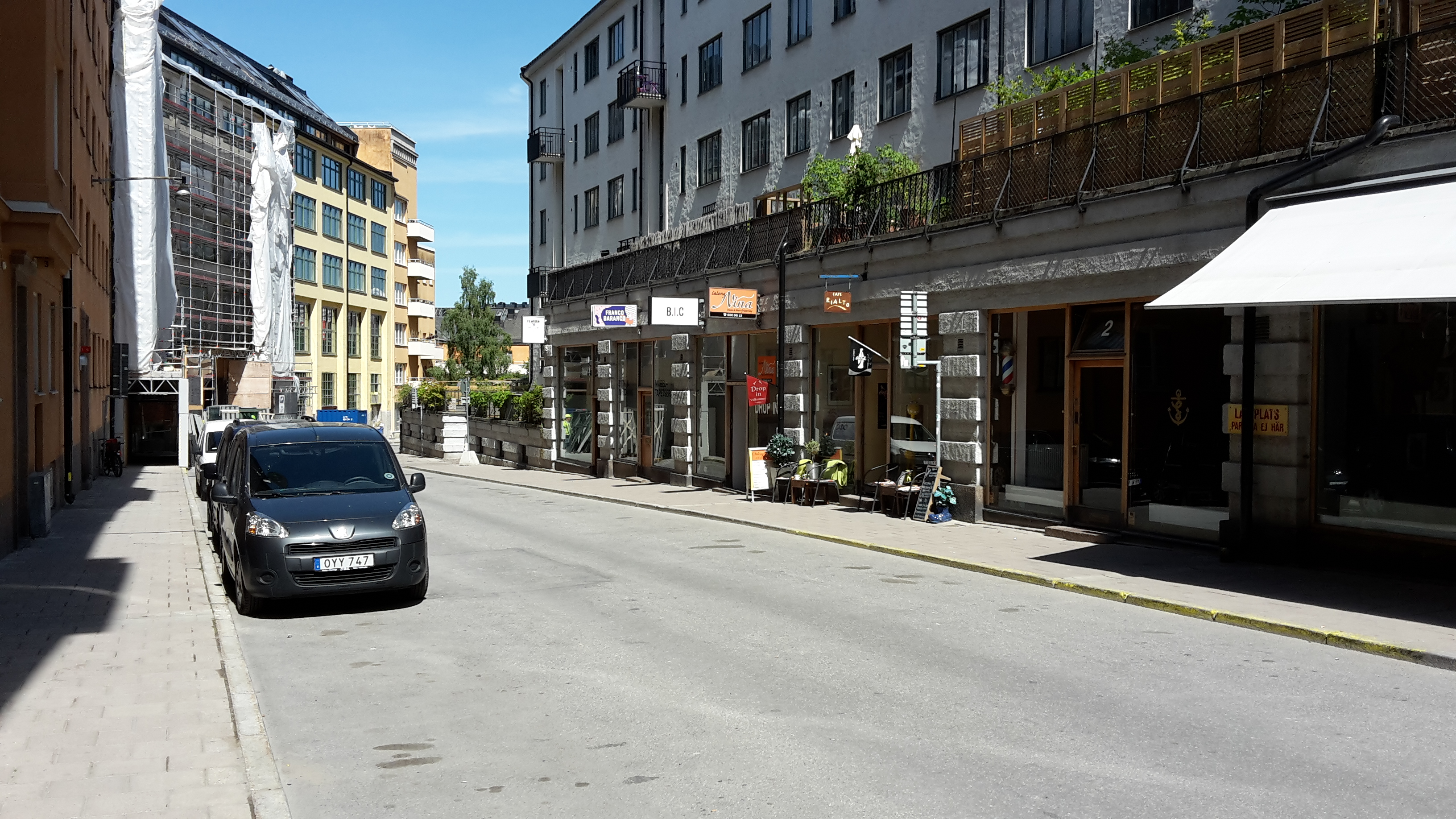
Svarvargatans södra del, sedd från söder.

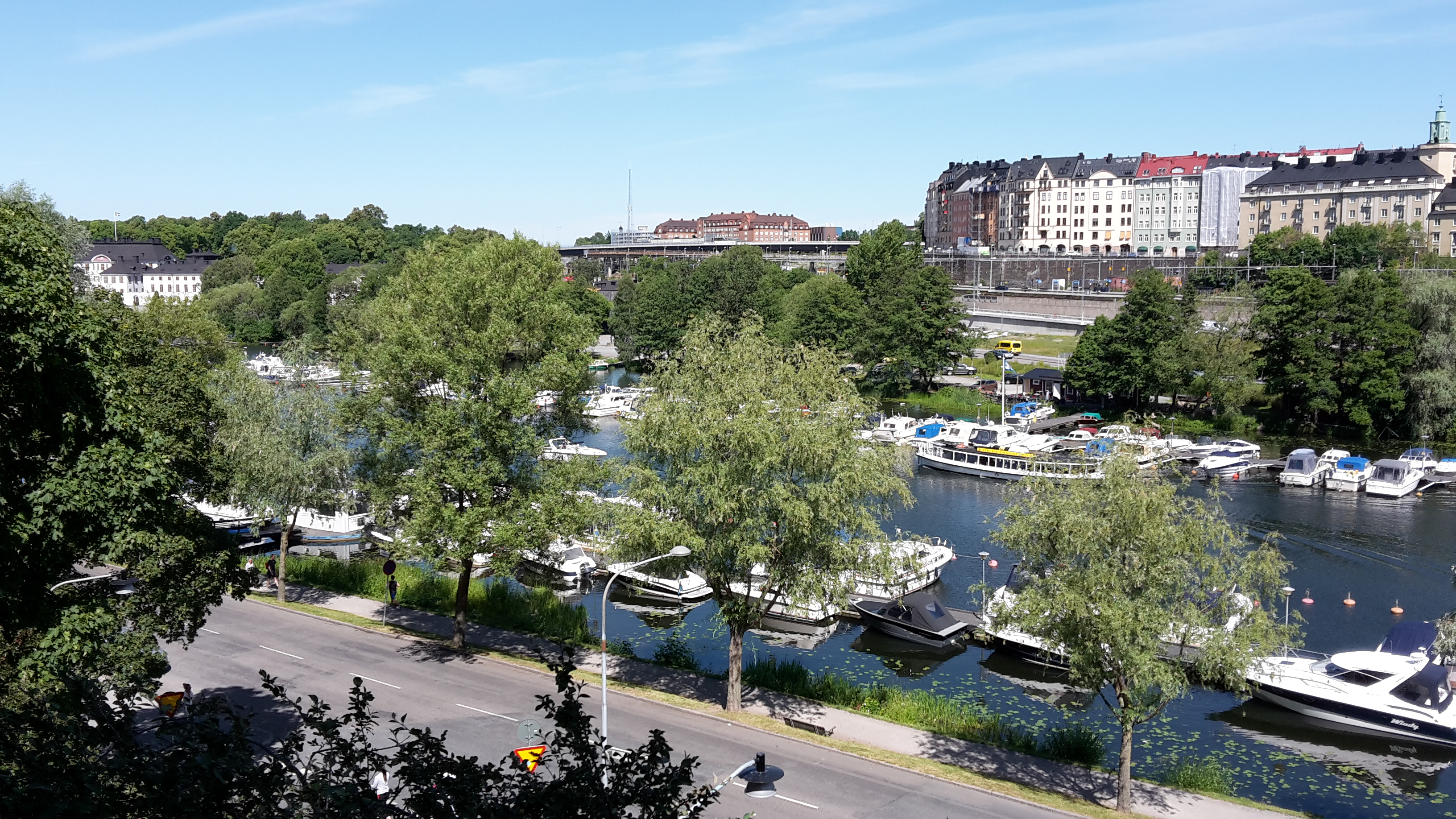
Utsikt över Karlbergssjön. Gatan nedanför är Kungsholmsstrand, till vänster skymtar Karlbergs slott.

Svarvargatan är en gata på norra Kungsholmen i Stockholm.
Gatan sträcker sig från Alströmergatan norrut, vänder tvärt österut och ansluter Industrigatan i spetsig vinkel. Gatan är cirka 300 meter lång. Storgårdskvarteret Kvarteret Färjan upptar Svarvargatans östra och södra sida, bostäderna här har dock alla adressen Alströmergatan. På den norra sidan i gatans slut finns inga byggnader. Här finns i stället en parkliknande slänt med trappor som leder ner till Kungsholmsstrand.
Tillsammans med närliggande Gjutargatan och Industrigatan fick Svarvargatan sitt namn 1916. Namnen inspirerades av de många mekaniska industrier som vid den tiden fanns i området.
Sven Tumba bodde som barn på Svarvargatan.